# Andrés Walker Valdés
Andrés Walker Valdés (Santiago 13 januari 1894 - aldaar 21 september 1959), was een Chileens zakenman, journalist en politicus.
Hij was de zoon van Juan Ashley Walker Martínez en Ana Valdés Vergara en studeerde aan het Instituto de Humanidades en was daarna werkzaam in de mijnbouw. Hij werd uiteindelijk directeur van een mijnbouwonderneming. Daarnaast was hij eigenaar van de krant El Amigo del País. Via zijn krant nam hij het op voor de belangen van de mijnbouwsector. 
Walker was lid van de Partido Conservador (Conservatieve Partij) en had namens die partij zitting in de provinciale raad van Atacama. Later was hij voorzitter van het provinciebestuur. Van 1945 tot 1949 was hij lid van de Kamer van Afgevaardigden. Hij had zitting in de permanente Kamercommissie van Industrie, Landbouw en Kolonisatie.
Uit zijn huwelijk met Wilma Scheggia werd één dochter geboren.